# ژیل دی روکو
ژیل دی روکو (انگلیسی: Gilles De Rocco؛ زادهٔ ۷ مارس ۱۹۵۷) بازیکن فوتبال اهل فرانسه است.
از باشگاه‌هایی که در آن بازی کرده‌است می‌توان به باشگاه فوتبال المپیک لیون اشاره کرد.